# Egestriomina
Egestriomina is een geslacht van kevers van de familie snoerhalskevers (Anthicidae).

## Soorten
- E. albilineata (Carter, 1905)
- E. fulvipennis Champion, 1916